# Fibre ottiche a reticolo di Bragg
Un grating di Bragg a fibra (in inglese: Fiber Bragg Grating, abbreviato FBG) è una struttura ottica periodica realizzata all'interno di una fibra ottica, che riflette specifiche lunghezze d'onda della luce e trasmette tutte le altre. Questo effetto è ottenuto creando una variazione periodica dell'indice di rifrazione del nucleo della fibra, che agisce come uno specchio selettivo in lunghezza d'onda. I grating di Bragg a fibra sono ampiamente utilizzati in applicazioni di sensori ottici, filtri ottici e sistemi di comunicazione ottica.

## Principio di funzionamento
Il principio di funzionamento di un FBG si basa sull'interferenza costruttiva e distruttiva della luce. Quando la luce passa attraverso il grating, le componenti spettrali che corrispondono alla condizione di Bragg vengono riflesse, mentre le altre lunghezze d'onda vengono trasmesse. La lunghezza d'onda di Bragg (λB) è determinata dalla relazione:
λB=2neffΛ, dove:
- neff è l'indice di rifrazione effettivo del nucleo della fibra,
- Λ è il periodo del grating.

## Metodi di fabbricazione
I grating di Bragg a fibra possono essere realizzati utilizzando diverse tecniche, tra cui:
- Esposizione a luce ultravioletta: La fibra ottica viene esposta a luce UV attraverso una maschera interferometrica, che induce una modulazione periodica dell'indice di rifrazione.
- Scrittura con laser a femtosecondi: Un laser a impulsi ultracorti crea direttamente il grating nel nucleo della fibra.
- Tecniche di incisione chimica o meccanica: Meno comuni, ma utilizzate in contesti specifici.

## Applicazioni
I FBG trovano applicazione in numerosi campi, tra cui:
- Sensori ottici: Utilizzati per misurare parametri come temperatura, deformazione, pressione e vibrazioni.
- Comunicazioni ottiche: Impiegati come filtri per la gestione delle lunghezze d'onda nei sistemi WDM (Wavelength Division Multiplexing).
- Medicina: Utilizzati in dispositivi medici per il monitoraggio in tempo reale.
- Industria aerospaziale: Integrati in strutture composite per il monitoraggio dell'integrità strutturale.

## Vantaggi
I grating di Bragg a fibra offrono numerosi vantaggi, tra cui:
- Elevata sensibilità e precisione.
- Immunità alle interferenze elettromagnetiche.
- Dimensioni ridotte e facilità di integrazione in sistemi esistenti.
- Capacità di operare in ambienti ostili, come alte temperature o condizioni corrosive.

## Svantaggi
Nonostante i numerosi vantaggi, gli FBG presentano alcune limitazioni:
- Costi di produzione relativamente elevati per alcune applicazioni.
- Sensibilità alle variazioni di temperatura, che può richiedere tecniche di compensazione.
- Limitazioni nella gamma di lunghezze d'onda operativa.

## Sviluppi recenti
Negli ultimi anni, la ricerca si è concentrata sullo sviluppo di FBG avanzati, come i grating chirped (con periodo variabile) e i grating a reticolo lungo (LPG, Long Period Grating), che offrono prestazioni migliorate per applicazioni specifiche. Inoltre, l'integrazione di FBG in materiali innovativi, come le fibre ottiche speciali, ha ampliato ulteriormente il loro potenziale applicativo.